# Brittany Borman
Brittany Borman (* 1. Juli 1989 in St. Louis, Missouri) ist eine ehemalige US-amerikanische Leichtathletin, die sich auf den Speerwurf spezialisiert hat.

## Sportliche Laufbahn
Brittany Borman wuchs in Festus, Missouri auf und studierte von 2008 bis 2009 an der University of California, Los Angeles, ehe sie bis 2012 an der University of Oklahoma ihr Studium abschloss. Erste internationale Erfahrungen sammelte sie im Jahr 2010, als sie bei den U23-NACAC-Meisterschaften in Miramar mit einer Weite von 50,02 m den vierten Platz im Speerwurf belegte. 2011 und 2012 wurde sie NCAA-Collegemeisterin im Speerwurf und 2012 nahm sie auch an den Olympischen Sommerspielen in London teil, bei denen sie mit 59,27 m in der Qualifikationsrunde ausschied. Im Jahr darauf verpasste sie bei den Weltmeisterschaften in Moskau mit 57,63 m den Finaleinzug und 2015 gelangte sie bei den Weltmeisterschaften in Peking mit 58,26 m im Finale auf den zwölften Platz. Im Jahr darauf nahm sie erneut an den Olympischen Sommerspielen in Rio de Janeiro teil und verpasste dort mit 56,04 m erneut den Finaleinzug, woraufhin sie ihre aktive sportliche Karriere im Alter von 26 Jahren beendete.
In den Jahren 2012 und 2013 wurde Borman US-amerikanische Meisterin im Speerwurf.